# ابیگیل ثا
اَبیگیل ثا (انگلیسی: Abigail Thaw؛ زادهٔ ۱ اکتبر ۱۹۶۵) بازیگر اهل بریتانیا است.
از فیلم‌ها یا مجموعه‌های تلویزیونی که وی در آن‌ها نقش داشته‌است، می‌توان به تلفات، آدمکشان میدسامر و پوآرو اشاره نمود.